# Susumu Kagawa
Susumu Kagawa (香川 征, Kagawa Susumu), né le 18 décembre 1944 à Takamatsu dans la préfecture de Kagawa et mort le 7 avril 2021, est un urologue japonais et co-auteur de 41 articles évalués par des pairs, tous disponibles sur Web of Science et PubMed. Il est également président de l'université de Tokushima.